# Tephroseris helenitis
Espèce
Synonymes
- Cineraria campestris Willk. & Lange[1]
- Cineraria campestris zett. ex Willk. & Lange[2]
- Cineraria integrifolia Benth. ex Willk. & Lange[1] [2]
- Cineraria lanceolata var. lanceolata[2]
- Cineraria lanceolata Lam.[1] [2]
- Cineraria longifolia subsp. pyrenaica (Nyman) Nyman[2]
- Cineraria longifolia Lapeyr.[2]
- Cineraria pyrenaica Nyman[1] [2]
- Cineraria spathulifolia C.C.Gmel.[1] [2]
- Othonna helenitis L.[1] [2]
- Senecio cantabricus Willk.[1] [2]
- Senecio capcirensis Sennen[2]
- Senecio capitatus subsp. pyrenaicus (Nyman) P.Fourn.[2]
- Senecio helenitis subsp. helenitis[2]
- Senecio helenitis var. helenitis[2]
- Senecio helenitis (L.) Schinz & Thell.[1] [2]
- Senecio lanceolatus (Lam.) Gren.[1] [2]
- Senecio lapeyrousei Rothm.[2]
- Senecio pyrenaicus Gren. & Godr.[2]
- Senecio spathulifolius subsp. pyrenaicus (Nyman) Rouy[2]
- Senecio spathulifolius subsp. spathulifolius[2]
- Senecio spathulifolius (C.C.Gmel.) Griess.[1] [2]
- Tephroseris helenitis var. helenitis[1] [2]
- Tephroseris lanceolata subsp. lanceolata[2]
- Tephroseris lanceolata (Lam.) Holub[1] [2]
- Tephroseris pyrenaica (Godr. & Gren.) Holub[2]
- Tephroseris pyrenaica Holub[1]
- Tephroseris spathulifolia (C.C.Gmel.) Rchb.[1] [2]

Tephroseris helenitis, communément appelé Séneçon à feuilles en spatule ou Séneçon à feuilles spatulées, est une espèce de plantes à fleurs du genre Tephroseris et de la famille des Asteraceae.

## Liste des sous-espèces et variétés
Selon World Register of Marine Species (19 avril 2020) :
- Tephroseris helenitis subsp. arvernensis (Rouy) B.Nord.
- Tephroseris helenitis subsp. candida (Corb.) B.Nord.
- Tephroseris helenitis subsp. helenitis (L.) B.Nord.
- Tephroseris helenitis subsp. macrochaeta (Willk.) B.Nord.
- Tephroseris helenitis subsp. salisburgensis (Cuf.) B.Nord.
- Tephroseris helenitis var. discoidea (DC.) Kerguélen

## Description
La plante est plus ou moins velue, laineuse, à tige striée. Elle mesure de 20 à 80 cm.

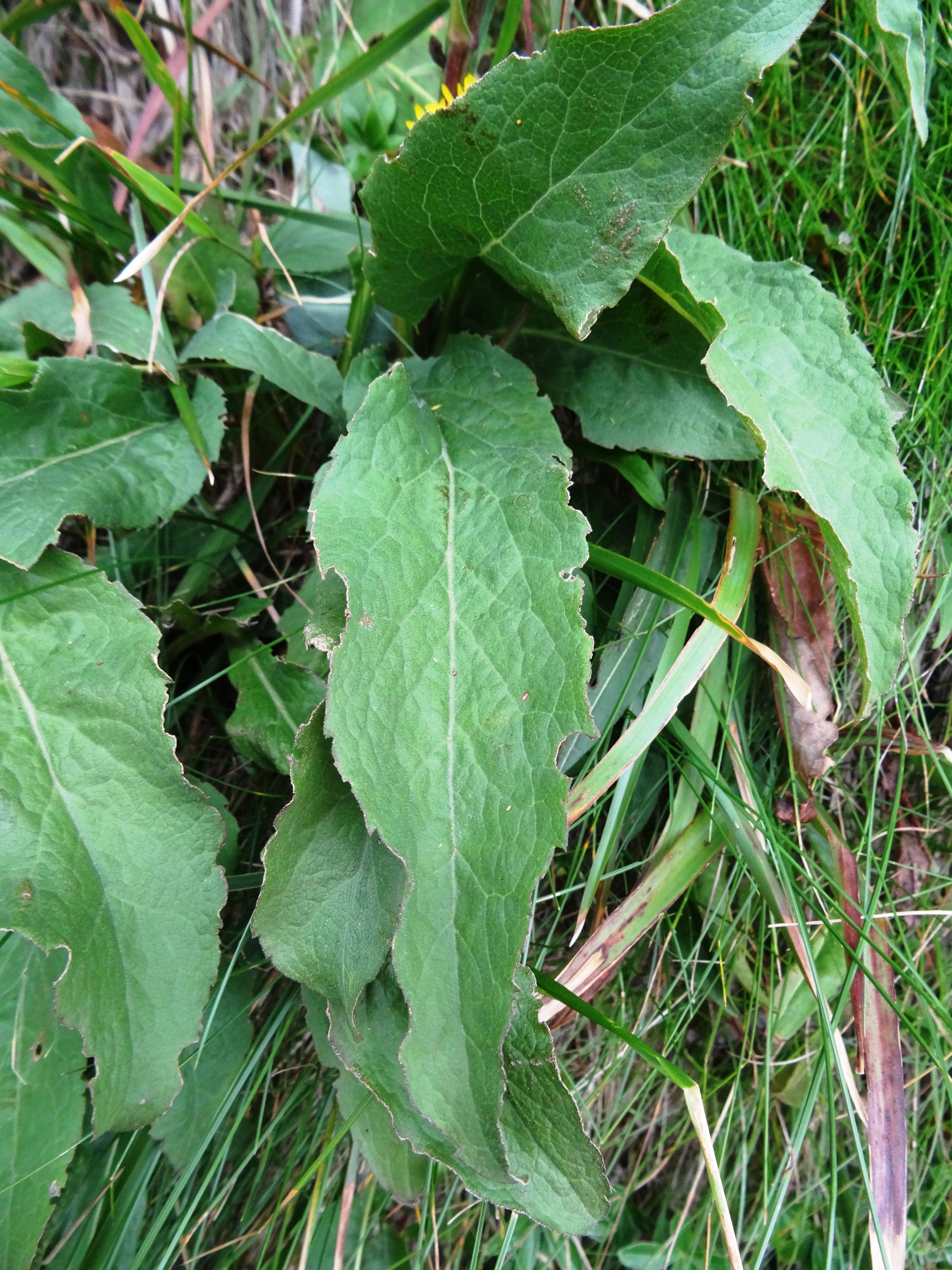
Les feuilles en spatule.
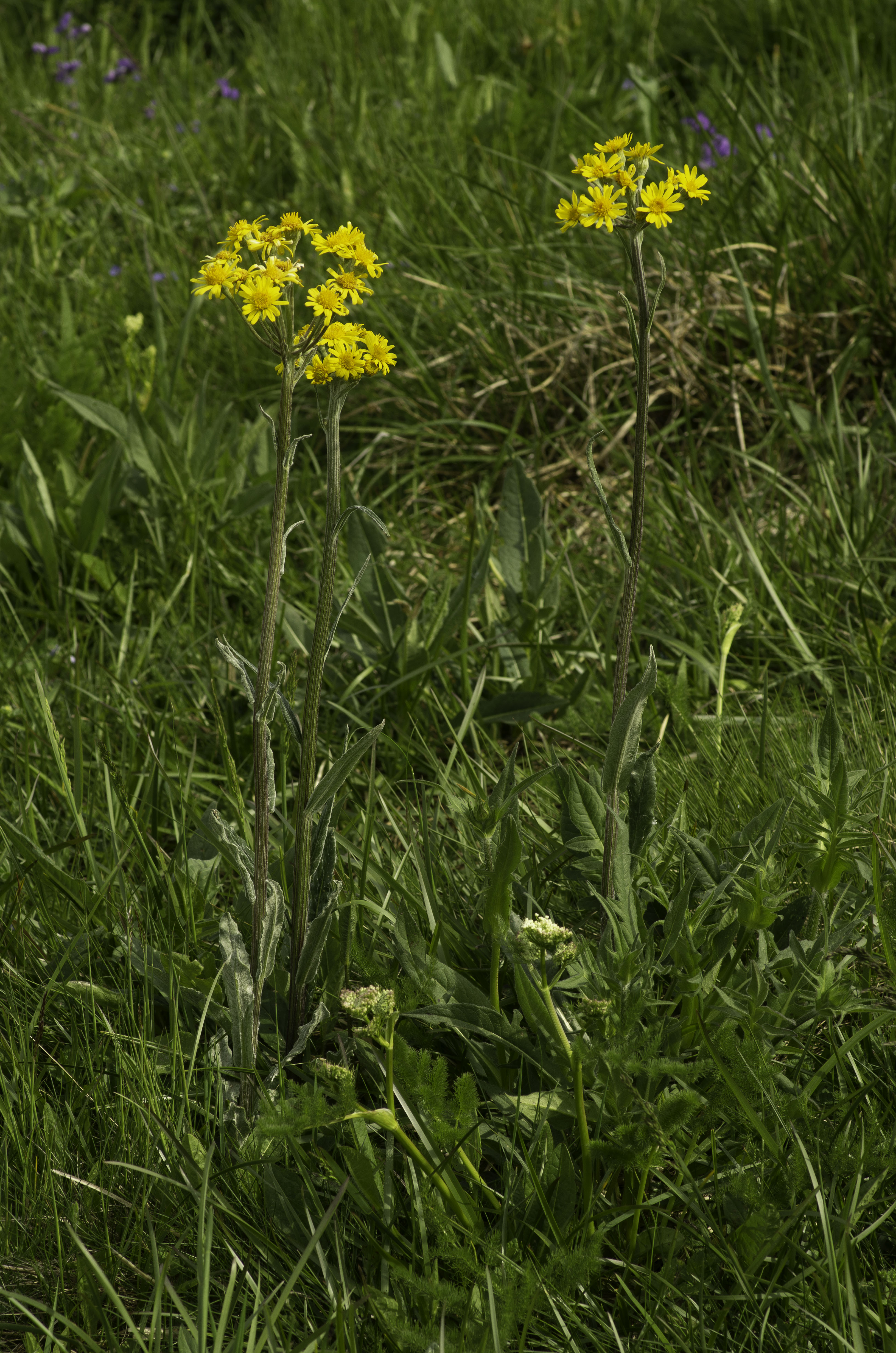
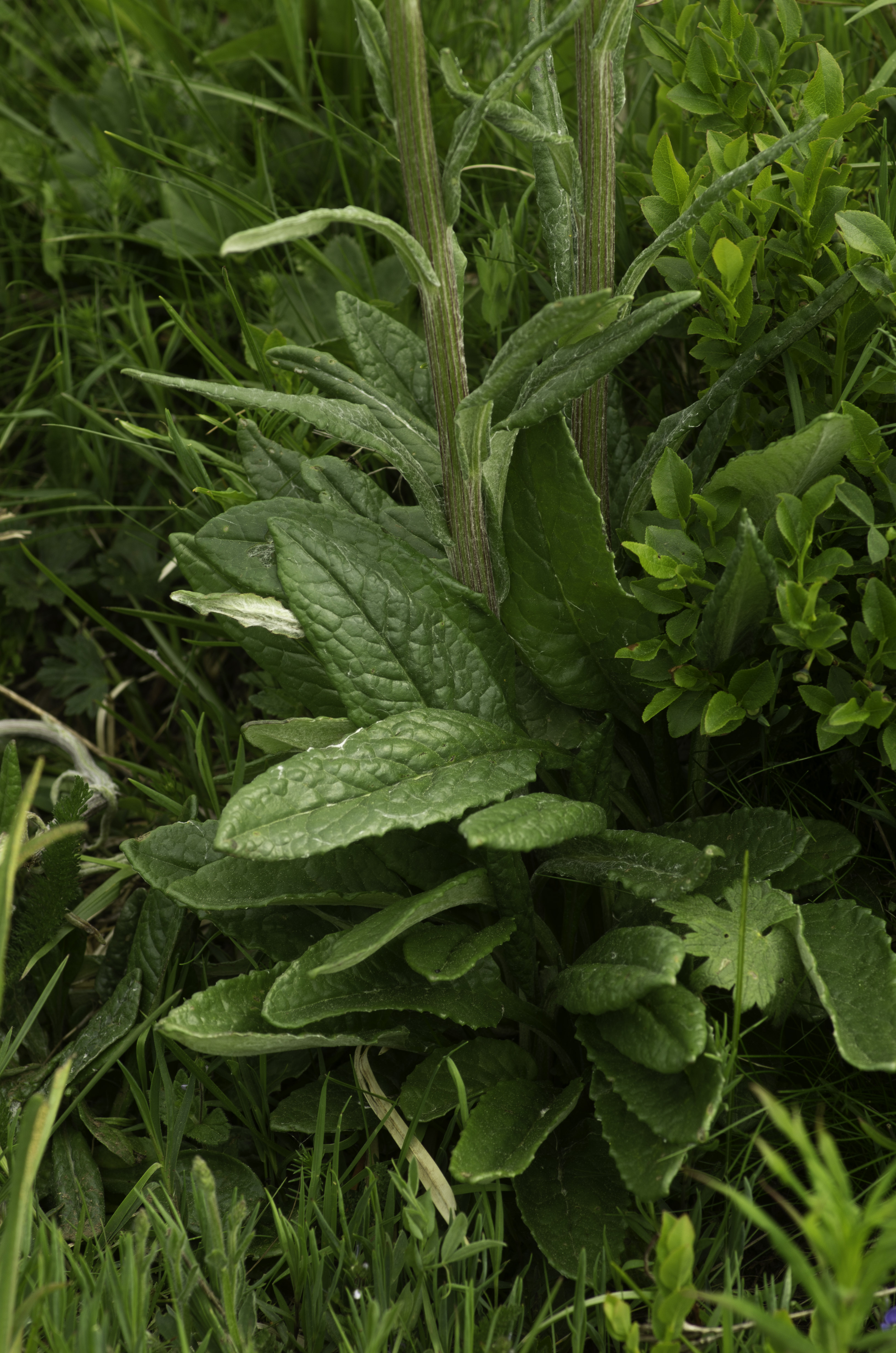

Les feuilles ont la face inférieure laineuse, les basilaires à limbe ovale spatulé, les caulinaires de plus en plus réduites vers le haut de la tige.
Les fleurs sont ligulées et tubulées, de couleur jaune, bractées de l'involucre sur un rang, toutes de même longueur.

## Répartition et habitat
Les séneçons à feuilles spatulées se rencontrent dans des milieux variés, des dunes du bord de l'Atlantique aux prairies humides des plateaux du Jura.
Cette plante est méditerranéenne et européenne. Son habitat principal est les prairies humides.